# Zevenster
De zevenster (Trientalis europaea) is een plant uit de sleutelbloemfamilie (Primulaceae). Het is een plant die groeit in bossen op vochtige, zure en humeuze grond.
Het is een tenger plantje, dat in Noord-Azië, Noord-Europa en Noordwest-Amerika voorkomt. De plant wordt 5–20 cm hoog en heeft kruipende wortelstokken. Aan de rechtopstaande stengel zitten een paar smalle blaadjes met aan de top een bladrozet van langwerpige, zwak getande bladeren.
De zevenster bloeit in mei tot juli met witte (soms roze) langgesteelde bloemen met zeven (soms zes of acht) kelkbladen, kroonbladen en meeldraden, vandaar de naam zevenster.

## Plantengemeenschap
De zevenster is een kensoort voor het beuken-eikenbos (Fago-Quercetum).